# Ixora stenothyrsa
Ixora stenothyrsa är en måreväxtart som beskrevs av Cornelis Eliza Bertus Bremekamp. Ixora stenothyrsa ingår i släktet Ixora och familjen måreväxter. Inga underarter finns listade i Catalogue of Life.